# Kazan (stad)
Kazan (Russisch: Казань, Tataars: Qazan of Казан) is een stad in het oosten van Europees Rusland aan de oevers van de Wolga, hoofdstad van de autonome republiek Tatarije. De stad heeft ruim 1,2 miljoen inwoners, waarvan ruim 40% jonger is dan 30 jaar.
Kazan is een druk handelscentrum op de grens van Europa en Azië, met een rijk cultureel leven, dat te vergelijken is met dat van Moskou en Sint-Petersburg. Sinds 1801 is Kazan een universiteitsstad. In 2005 vierde Kazan zijn duizendjarig bestaan.

## Naam
De oorsprong van de naam van de stad is onduidelijk. De letterlijke vertaling van het Tataarse woord qazan is "kookpot". De naam zou echter ook afgeleid kunnen zijn van het woord qazğan, dat "gegraven" of "greppel" betekent.
Een qazan was oorspronkelijk een speciaal soort pan, die op een wok lijkt. De naam Qazan zou dan afkomstig zijn van de ligging van de stad in een dal dat de vorm van een qazan-pan heeft. Een romantischer variant van de etymologie is gebaseerd op het verhaal van de Tataarse prinses Söyembikä, die tijdens het wassen ervan een gouden qazan zou hebben laten vallen in de rivier waaraan de stad gelegen is.

## Geschiedenis

### Stichting en vroege geschiedenis
Kazan werd door de Wolga-Bolgaren gesticht als fort op de grens met naburige Finse volkeren (Mari's, Oedmoerten). Wanneer dit precies gebeurde is onderwerp van discussie, aangezien geschreven bronnen uit die tijd dun gezaaid zijn. De schattingen variëren van het begin van de 11e eeuw tot het eind van de 13e eeuw. Echter, de eerste vermelding van de stad in een Russische kroniek staat onder het jaar 1177. Ook over de precieze locatie van de oorspronkelijke citadel bestaat twijfel. Archeologische opgravingen hebben vondsten opgeleverd op drie verschillende plaatsen in de moderne stad. De oudste resten bleken die in het Kremlin te zijn en werden gedateerd als 11e-eeuws.
In de 13e eeuw werd Kazan een toevluchtsoord voor mensen uit steden die door de Mongolen, in Rusland Tataren genoemd, waren verwoest. Vervolgens werd Kazan het centrum van een vorstendom binnen de Gouden Horde.
Na de val van de Gouden Horde werd Kazan in 1438 de hoofdstad van het machtige kanaat Kazan. De stad ontwikkelde zich tot het belangrijkste handelscentrum van de regio. De vestingwerken werden hersteld, zodat Kazan goed verdedigd kon worden. In 1487 werd de stad kort bezet door de Russen, die zich echter al snel terugtrokken.

### Russische verovering

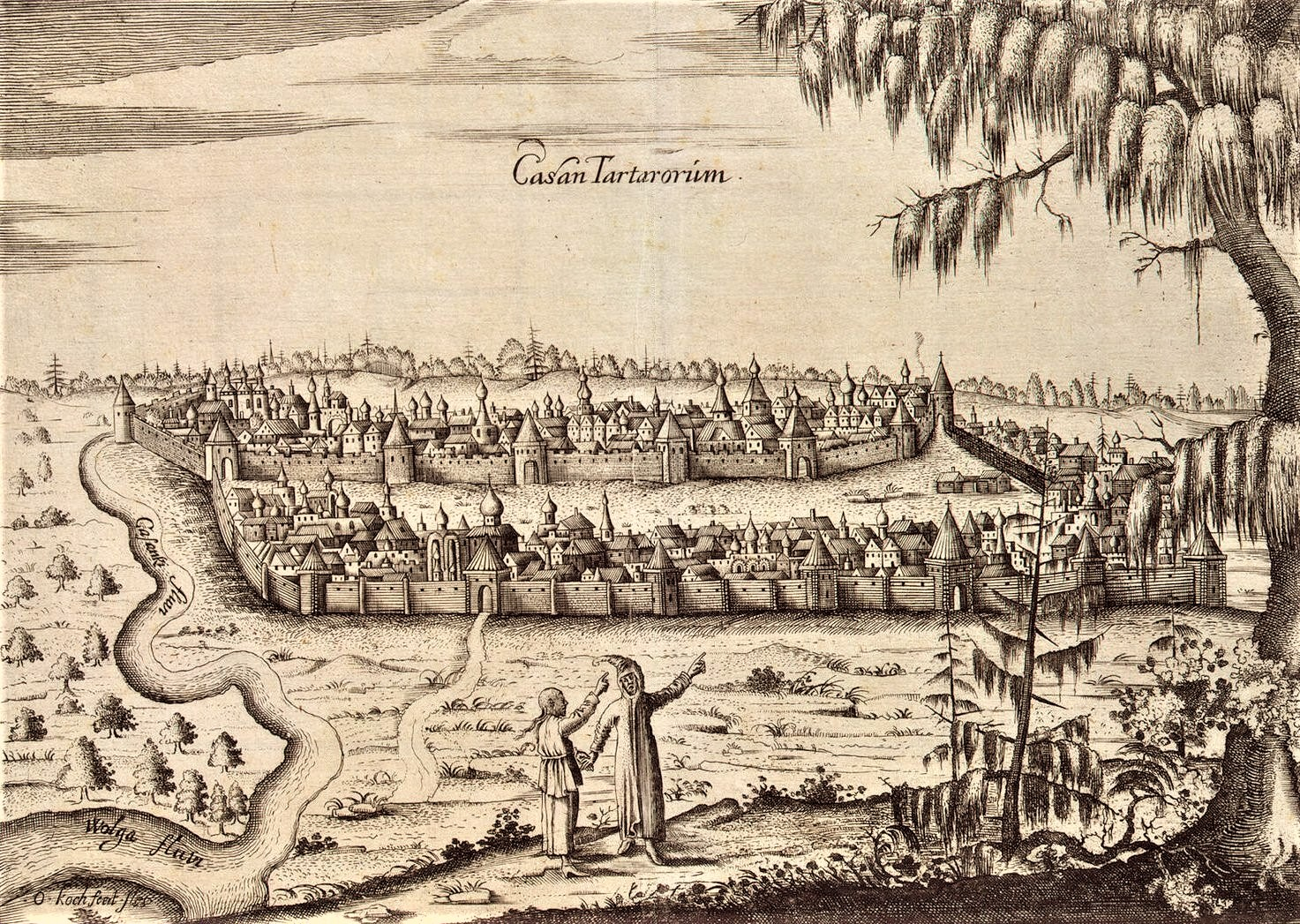
Gravure van Kazan uit 1630

In 1552 werd Kazan veroverd door de troepen van de Russische tsaar Ivan IV (de Verschrikkelijke). Veel van de islamitische Tataren werden gedood, onderdrukt of -al dan niet gedwongen- gekerstend. Moskeeën en paleizen werden verwoest. De overgebleven Tataren werden uit de stad verbannen en kregen een nieuw woongebied 50 km van Kazan. Er vestigde zich een omvangrijke Russische bevolking in de stad. Tataren die voor de Russen werkten woonden in een speciale Tataarse wijk, waar zich later ook Tataarse kooplieden en ambachtslui vestigden. De Russen en de oorspronkelijke bevolking leefden grotendeels langs elkaar heen.
Kazan werd meermalen door brand verwoest. Na een grote brand in 1579 werd het icoon van de Madonna van Kazan ontdekt. Tijdens de Tijd der Troebelen werd de onafhankelijkheid van het kanaat Kazan hersteld, maar al in 1612 kwam daar wederom een einde aan.
In 1708 werd het Kanaat opgeheven en werd Kazan het bestuurlijk centrum van een goebernija (provincie). Nadat Peter de Grote de stad had bezocht kreeg Kazan een werf waar schepen voor de Kaspische vloot gebouwd werden. De stad werd grotendeels verwoest door de troepen van Jemeljan Poegatsjov in 1774, maar al snel daarna, onder het bewind van Catharina de Grote, herbouwd. Catharina stond ook de bouw van moskeeën opnieuw toe, maar, hoewel vele leidende families werden opgenomen in de Russische adel, bleven de niet-christelijke Tataren  tweederangsburgers.

### Ontwikkeling van de moderne stad
Aan het begin van de 19e eeuw werd de Staatsuniversiteit van Kazan gesticht en verschenen er drukkerijen in de stad. In 1801 werd de koran voor het eerst in Kazan gedrukt. Tegen het eind van de 19e eeuw had de stad zich ontwikkeld tot een industrieel centrum. Mensen van het platteland trokken naar Kazan, op zoek naar werk. In 1875 kwam een paardentramlijn in bedrijf, in 1899 volgde de elektrische tram.
Na de revolutie van 1905 kregen de Tataren de ruimte Kazan weer tot het centrum van hun cultuur te maken. Een Tataars theater opende zijn deuren en er verscheen een krant in het Tataars. Kazan werd in 1918 de hoofdstad van de staat Idel-Oeral, die slechts een kort leven beschoren zou zijn. In 1919 werd Kazan de hoofdstad van de nieuwe Tataarse Autonome Socialistische Sovjetrepubliek. Een groot deel van de kerken en moskeeën van de stad werd verwoest in de jaren 1920 en 1930, zoals overal in de Sovjet-Unie gebeurde.
Tijdens de Tweede Wereldoorlog werden vele fabrieken uit de frontlinie naar Kazan verplaatst. De stad werd een centrum van de militaire industrie en produceerde tanks en vliegtuigen.
Na de val van de Sovjet-Unie bloeide een vorm van Tataarse cultuur in Kazan opnieuw op. Separatistische gevoelens werden toen ook aangewakkerd. De stad vierde haar millennium in 2005, het jaar waarin ook grootste moskee van Rusland in de stad werd geopend en het heiligste exemplaar van de Madonna terugkeerde naar Kazan. De datum van het jubileum was echter nogal arbitrair vastgesteld.

## Ligging en klimaat
Kazan ligt op de linkeroever van de Wolga, waar de zijrivier Kazanka in de Wolga stroomt, op ruim 700 kilometer ten oosten van Moskou. Vanwege de gunstige geografische ligging is Kazan al eeuwen een belangrijke handelsplaats. De stad ligt in een licht glooiend landschap.
Kazan kent een vochtig continentaal klimaat, volgens de klimaatclassificatie van Köppen Dfb, met hete zomers en lange koude winters. Juli is met een gemiddelde temperatuur van 20,2°C de warmste maand van het jaar en januari met –10,4°C de koudste. De hoogste temperatuur gemeten was 39°C (2010) en het laagte record van de thermometer staat op –46,8°C (1942). De hoeveelheid neerslag is gemiddeld 563 millimeter per jaar, iets minder dan in Nederland, en redelijk evenwichtig gespreid over de maanden van het jaar. In de zomer valt wel meer neerslag dan in de winter.
| Maand                       | jan   | feb   | mrt   | apr   | mei  | jun  | jul  | aug  | sep  | okt   | nov   | dec   | Jaar  |
| --------------------------- | ----- | ----- | ----- | ----- | ---- | ---- | ---- | ---- | ---- | ----- | ----- | ----- | ----- |
| Hoogste maximum (°C)        | 4,5   | 5,2   | 14,0  | 29,5  | 33,5 | 37,5 | 38,9 | 39,0 | 32,3 | 23,4  | 15,0  | 6,1   | 39,0  |
| Gemiddeld maximum (°C)      | −7,2  | −6,7  | −0,2  | 10,2  | 19,0 | 23,6 | 25,5 | 22,9 | 16,3 | 8,1   | −1,0  | −5,8  | 8,7   |
| Gemiddelde temperatuur (°C) | −10,4 | −10,1 | −3,9  | 5,5   | 13,3 | 18,1 | 20,2 | 17,7 | 11,1 | 4,8   | −3,4  | −8,6  | 4,6   |
| Gemiddeld minimum (°C)      | −13,5 | −13,3 | −7,3  | 1,6   | 8,3  | 13,4 | 15,5 | 13,3 | 8,2  | 2,2   | −5,6  | −11,4 | 1,0   |
| Laagste minimum (°C)        | −46,8 | −39,9 | −31,7 | −27,2 | −6,5 | −1,4 | 2,6  | 1,0  | −5,4 | −23,4 | −36,6 | −43,9 | −46,8 |
|                             |       |       |       |       |      |      |      |      |      |       |       |       |       |
| Neerslag (mm)               | 41    | 34    | 33    | 30    | 41   | 63   | 67   | 60   | 52   | 53    | 47    | 43    | 563   |
| Bron: (ru) Klimaat Kazan    |       |       |       |       |      |      |      |      |      |       |       |       |       |

## Bevolking
De bevolking van Kazan bestaat, zoals in heel Rusland het geval is, uit meer vrouwen (55,3%) dan mannen (44,7%).
De grootste etnische groepen in de stad zijn Wolga-Tataren (52%) en Russen (43%). De meest gesproken taal onder alle bevolkingsgroepen is het Russisch, verreweg de meeste Tataren zijn tweetalig. Bijna een derde van de huwelijken in Kazan is gemengd Russisch-Tataars. De derde etnische groep van de stad wordt gevormd door de Tsjoevasjen, die minder dan 5% van de bevolking uitmaken. Zij spreken hun eigen taal, het Tsjoevasjisch, net als het Tataars een Turkse taal, maar zijn in tegenstelling tot de islamitische Tataren overwegend Russisch-orthodox.
Andere inheemse volkeren uit het Wolgagebied die in de stad wonen zijn Mari's, Oedmoerten, Mordwienen en Basjkieren, die elk minder dan 0,5% van de totale bevolking uitmaken. Van hen zijn de Basjkieren overwegend moslim, terwijl de overige volkeren voornamelijk Russisch-orthodox zijn. Leden van deze bevolkingsgroepen spreken Russisch, Tataars of hun eigen taal.
Vanaf de 18e eeuw kwamen er etnische Duitsers naar Kazan, die dienden in het Russische leger of werkzaam waren aan de universiteit. Onder het bewind van Stalin werd deze bevolkingsgroep sterk onderdrukt. Tegenwoordig maken zij nog slechts een zeer klein deel van de bevolking uit en zijn de meesten van hen geassimileerd in de Russische samenleving.
Door recente immigratie kent de stad ook aanzienlijke gemeenschappen van Centraal-Aziatische en Kaukasische volkeren, van wie de Azerbeidzjanen de grootste groep zijn. Daarnaast zijn er immigranten uit Oost-Azië, die vooral in de textielindustrie werken. Veel van de leden van bovengenoemde bevolkingsgroepen verblijven illegaal in de stad.
| 1550      | 1708    | 1811    | 1830    | 1840    | 1859    | 1863    | 1883      | 1897      | 1914      | 1917      | 1920    |
| --------- | ------- | ------- | ------- | ------- | ------- | ------- | --------- | --------- | --------- | --------- | ------- |
| 50-60.000 | 40.000  | 53.900  | 43.900  | 41.300  | 60.600  | 63.100  | 140.000   | 130.000   | 194.200   | 206.600   | 146.495 |
| 1923      | 1925    | 1926    | 1939    | 1959    | 1970    | 1979    | 1989      | 2000      | 2010      | 2019      |         |
| 157.600   | 166.260 | 179.023 | 398.000 | 667.000 | 869.000 | 989.000 | 1.094.378 | 1.089.050 | 1.143.535 | 1.251.969 |         |

## Bekende bouwwerken

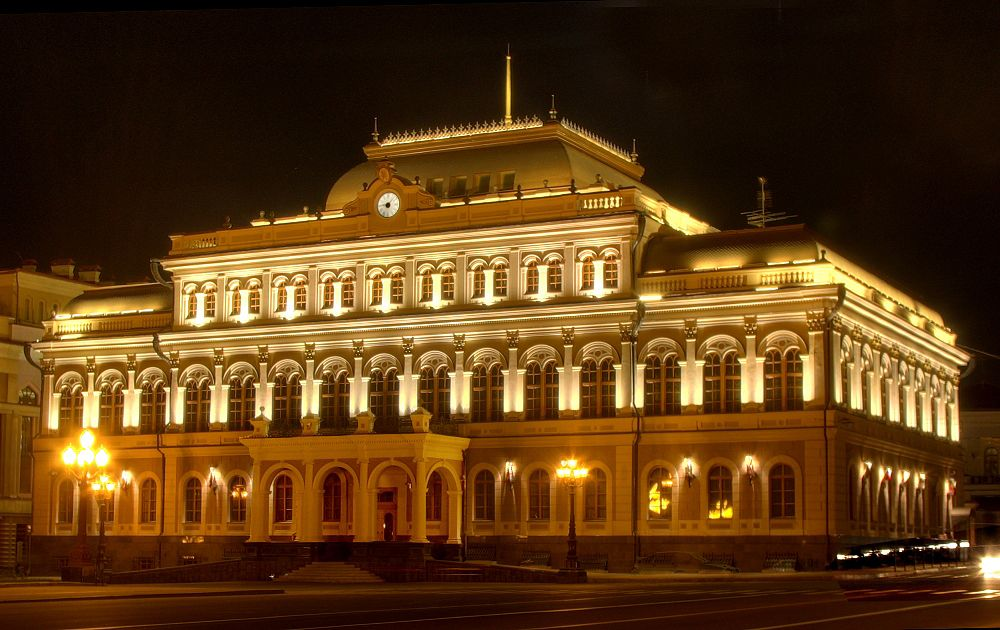
Stadhuis

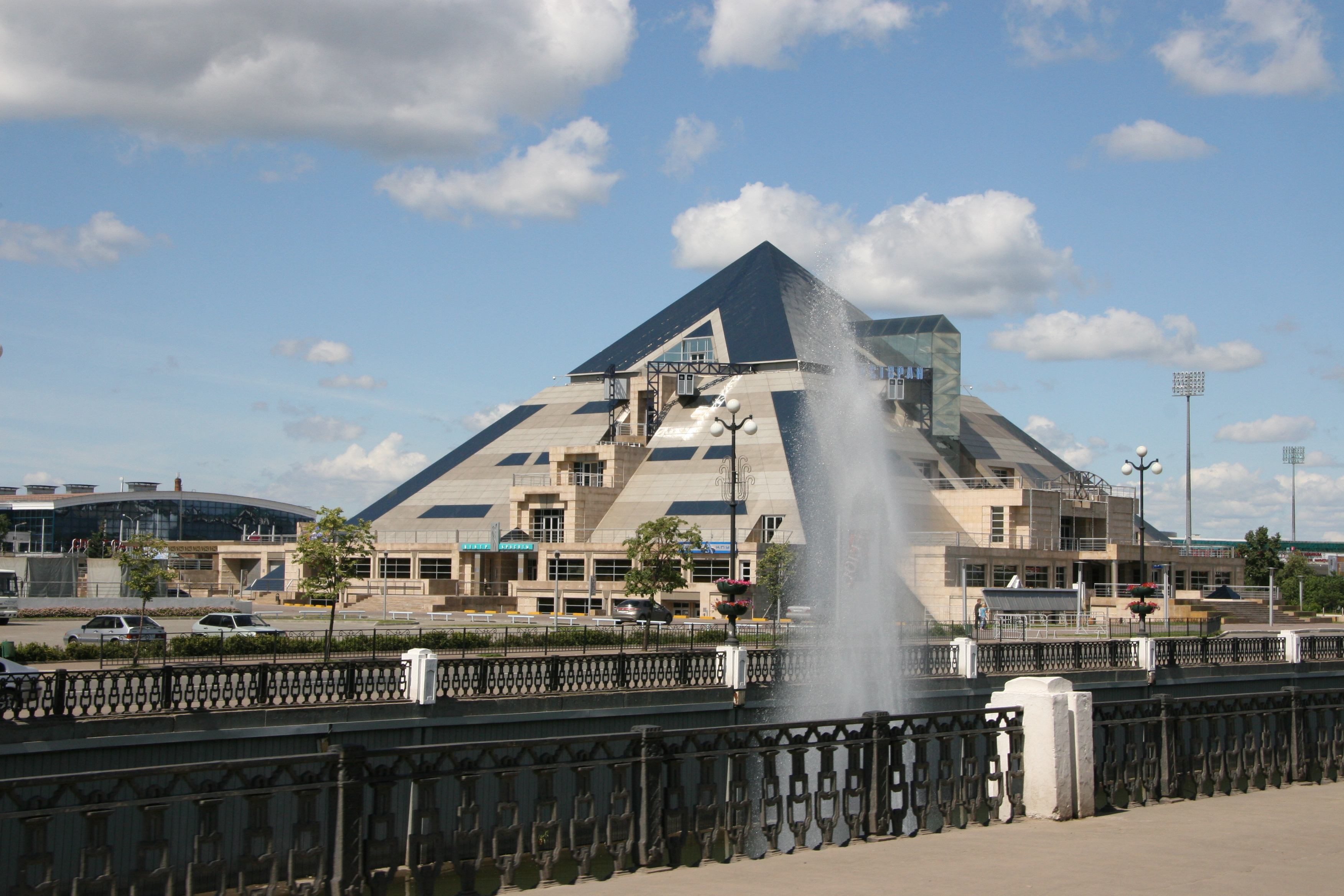
Entertainmentcomplex Piramide

Een bekend gebouw in de stad is het kremlin van Kazan, dat in 2000 tot Werelderfgoed werd uitgeroepen. De belangrijkste monumenten in het kremlin zijn de Maria-Boodschap-kathedraal (1561-62), de scheve Söyembikä-toren, vernoemd naar de laatste koningin van Kazan, en de in 2005 herbouwde Qolşärif-moskee, de grootste moskee van Rusland. Sinds de voltooiing van de Serdtse Tsjetsjni in Grozny beweert echter deze moskee de grootste van Rusland (en naar verluidt van Europa) te zijn.
De muren en torens van het fort dateren oorspronkelijk uit de 16e en 17e eeuw, maar zijn grotendeels later herbouwd. Van het Spaski-klooster zijn alleen de toren en wat andere resten over; de bij het klooster horende 16e-eeuwse kathedraal werd gesloopt onder het Sovjetregime. In het kremlin bevindt zich ook de gouverneurswoning uit 1843-53, die tegenwoordig dienstdoet als paleis van de president van Tatarije. Verdere bezienswaardigheden zijn de Sint-Pieter-en-Sint-Paul-kathedraal en de Marcani-moskee, beide 18e-eeuws.
Het stadscentrum wordt in tweeën gedeeld door het Bolaq-kanaal en het Qaban-meer. Het district Kazanski Posad (Tataars: Qazan Bistäse) heeft een duidelijk Russisch karakter en bevindt zich op een heuvel. De meeste kerken bevinden zich in dit deel van de stad. Het oorspronkelijk Tataarse district draagt de naam Staro-Tatarskaja Sloboda (Oude Tataarse voorstad; Tataars: İske Tatar Bistäse) en huisvest de belangrijkste moskeeën.
Aan het begin van de jaren 1990 was een groot deel van de huizen in het stadscentrum van hout. Hoewel de houten gebouwen de stad een karakteristieke aanblik gaven, voldeed de kwaliteit van de woningen niet aan de moderne eisen. Sindsdien zijn vele houten huizen in het centrum gesloopt, waardoor tegelijk zeer waardevolle bouwgrond vrijkwam. De bewoners van deze gebouwen kregen nieuwe huizen in de voorsteden toebedeeld.
In 2023 werden de Astronomische observatoria van de Federale Universiteit van Kazan op de Werelderfgoedlijst geplaatst.

## Economie
Kazan is het grootste economische centrum van Tatarije, dat tot de economisch meest ontwikkelde gebieden van Rusland behoort. Van de totale beroepsbevolking van de republiek vindt 35% werk in Kazan. De stad huisvest zo'n 150 grote en middelgrote bedrijven. De belangrijkste economische sectoren worden gevormd door de chemische, petrochemische en voedingsindustrie en de productie van motoren.
In 2002 bedroeg het bruto regionaal product van Kazan 96,8 miljard roebel. Hiervan kwam 27% voor rekening van de industriële productie, handel en dienstverlening zorgden voor 21,9%, de vervoerssector produceerde 6,6%, de bouwsector 4,9% en belastingen leverden 20%. De industrie produceerde goederen met een totale waarde van 45 miljard roebel (11,4% meer dan in 2001). Het gemiddelde maandsalaris in de industrie bedroeg 4500 roebel (stijging van 21,5% ten opzichte van 2001), het gemiddelde salaris over alle sectoren bedroeg 4200 roebel (stijging van 42,9%). Van de goederen die in Kazan worden geproduceerd wordt 48,6% verkocht binnen Tatarije, 31% in de rest van Rusland en wordt 20,4% geëxporteerd.
Enkele belangrijke bedrijven in Kazan:
- Kazanorgsintez, een van de grootste spelers op de Russische chemische markt. Het bedrijf neemt meer dan de helft van de totale polyetheenproductie van het land voor zijn rekening en exporteert een groot deel van zijn productie.
- KMPO produceert 65% van de Russische motoren voor de burgerluchtvaart alsook motoren voor militaire vliegtuigen en helikopters.
- Kazan Helicopters is de grootste producent van helikopters.
- KMIZ vervaardigt meer dan 300 medische instrumenten voor vrijwel alle takken van de gezondheidszorg.
- Tatchimfarmpreparat produceert geneesmiddelen van diverse types, waaronder cardiovasculaire medicijnen en pijnstillers.
- Teplokontrol levert meetapparatuur voor thermische installaties.
- Kazankompressormasj produceert compressoren en vriesinstallaties voor de industrie.

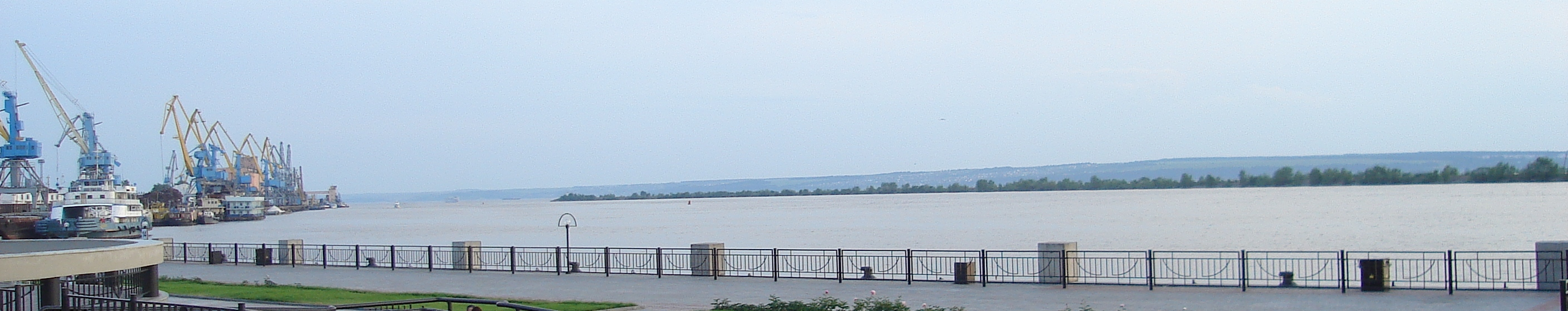
Haven van Kazan

## Vervoer

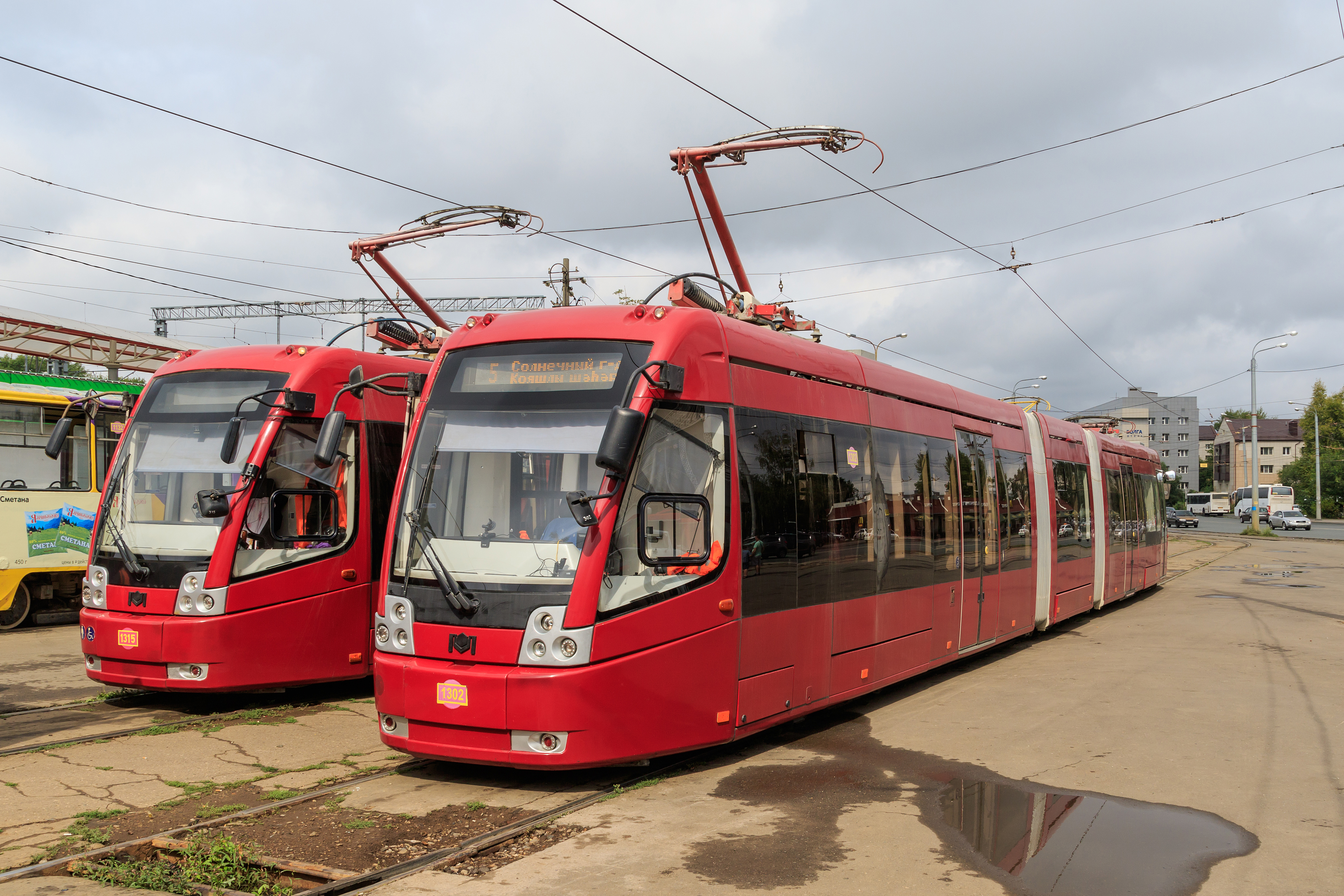
Kazanse tram

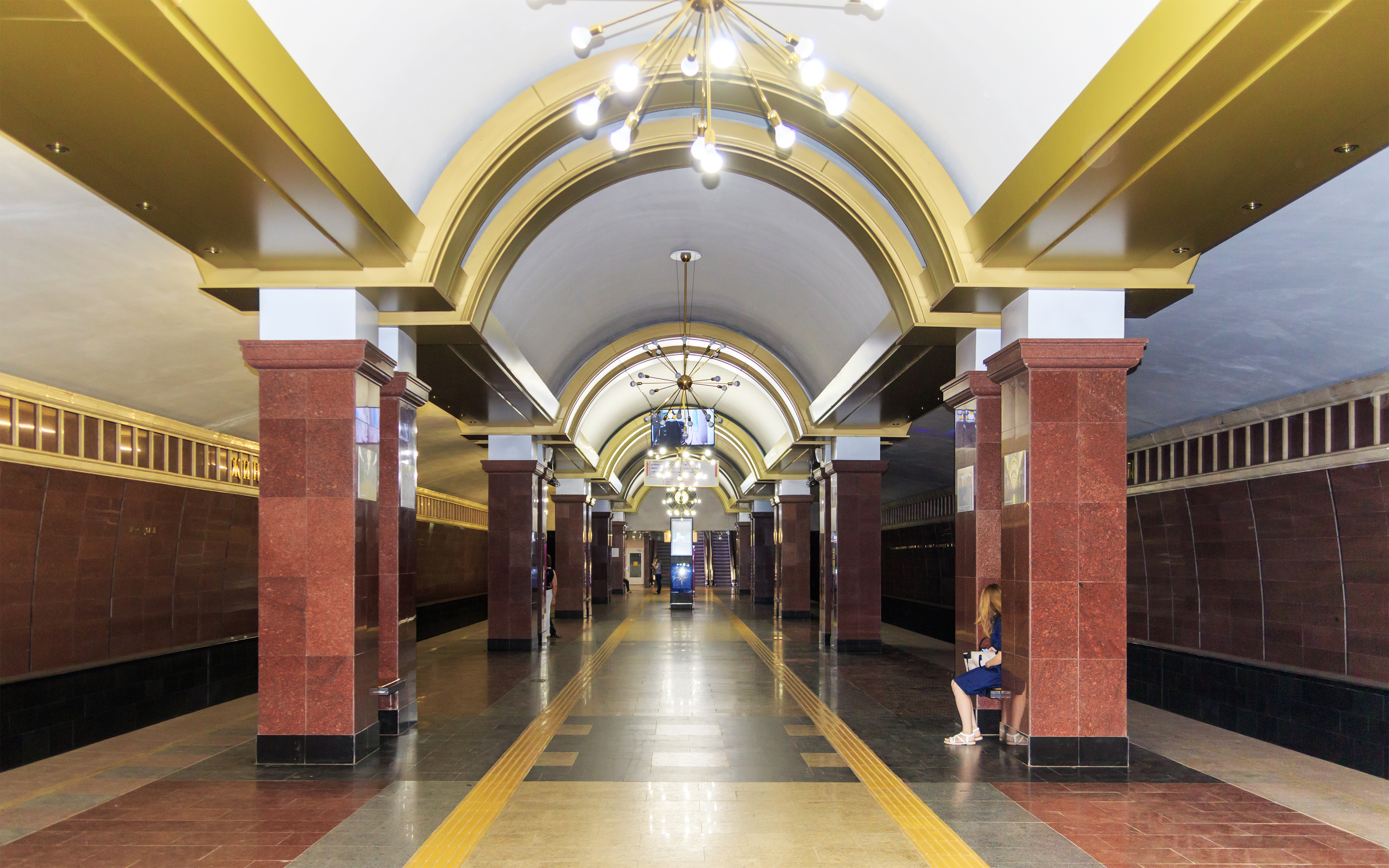
Metrostation Prospekt Pobedy

Kazan beschikt over een luchthaven, die op ongeveer 15 km van het stadscentrum ligt. Er zijn goede verbindingen over zowel het spoor als de weg met Moskou, Oeljanovsk en Jekaterinenburg. Autowegen zijn er onder andere naar Samara, Orenburg, Naberezjnye Tsjelny, Oefa en Tsjeboksary (autoweg 7). Vier bruggen verbinden Kazan met de andere oever van de rivier Kazanka, een zijrivier van de Wolga, waarvan de bekendste en nieuwste de Millenniumbrug is, die uiterst oostelijk ligt. De Wolga wordt overspannen door een brug die 15 km ten westen van de stad ligt. Kazan beschikt over een omvangrijke binnenhaven. Vanuit deze haven zijn er ook snelbootdiensten naar andere steden langs de Wolga door middel van draagvleugelboten.
Het stedelijk openbaar vervoer wordt uitgevoerd door trams, trolleybussen, stadsbussen en een metrolijn.
De eerste lijn van de metro van Kazan werd geopend op 27 augustus 2005, net voor de viering van het duizendjarig bestaan van de stad. De lijn draagt de naam Tsentralnaja (centraal), heeft een lengte van 7,7 km en telt vijf stations, die op de zeer grote gemiddelde afstand van 1925 m van elkaar liggen. Het is de eerste lijn van een gepland netwerk dat drie lijnen zal omvatten en een totale lengte van 46 km zal hebben.

## Hoger onderwijs
De Staatsuniversiteit van Kazan werd gesticht in 1804 en heeft meerdere beroemde studenten gekend, onder wie Nikolaj Lobatsjevski, Leo Tolstoj, Michael Minsky en Vladimir Oeljanov (Lenin).
De Technische Staatsuniversiteit A.N. Toepolev werd in 1932 opgericht als Instituut voor de Luchtvaart. In 1992 ontving het instituut de status van universiteit en kreeg het zijn huidige naam. De universiteit heeft een zeer goede reputatie op het gebied van lucht- en ruimtevaarttechniek, werktuigbouwkunde en informatica.
Andere instellingen voor hoger onderwijs in Kazan zijn:
- Staatsuniversiteit voor Technologie
- Financieel-economische Staatshogeschool
- Medische Staatsuniversiteit
- Staatsacademie voor Architectuur en Bouwkunde
- Staatsuniversiteit voor Kunst en Cultuur
- Staatsuniversiteit voor Energetica

## Sport
Kazan geniet internationale bekendheid dankzij de sport.
Roebin Kazan is de professionele voetbalclub van Kazan. De tweevoudig Russisch kampioen speelt op het hoogste Russische niveau, de Premjer-Liga. Kazan is speelstad bij het WK Voetbal 2018. De wedstrijden worden gespeeld in de zeer moderne Kazan Arena. Ook werd daar in 2017 gevoetbald om de Confederations Cups.
IJshockeyclub Ak Bars Kazan speelt in de Kontinental Hockey League en won de Gagarin Cup in 2009 en 2010.
In 2013 was Kazan gastheer van de Universiade. Vervolgens werd in 2015 het WK zwemmen in Kazan georganiseerd.

## Bekende inwoners
- Nikolaj Lobatsjevski (1792–1856), wiskundige[4]

### Geboren
- Karl Ludwig von Littrow (1811-1877), Oostenrijks hoogleraar astronomie
- Jevgeni Tsjirikov (1864–1932), schrijver en publicist
- Fjodor Sjaljapin (1873-1938), operazanger
- Valentin Dogiel (1882-1955), zoöloog
- Jevgeni Schwartz (1896-1958), toneelschrijver
- Aleksandr Loeria (1902-1977), neuropsycholoog
- Gennadi Jevrjoezjchin (1944-1998), voetballer
- Youri Egorov (1954-1988), Russisch-Nederlands concertpianist
- Aleksandr Fadejev (1964), kunstschaatser
- Roeslan Nigmatoellin (1974), voetbaldoelman
- Aida Garifoellina (1987), operazangeres
- Jana Martynova (1988), zwemster
- Daria Sjkoerichina (1990), gymnaste
- Jevgenia Tarasova (1994), kunstschaatsster
- Dajana Kirillova (2002), zangeres
- Kamila Valijeva (2006), kunstschaatsster

## Stedenbanden
- College Station (Texas, Verenigde Staten)
- Istanboel (Turkije)
- Jeddah (Saoedi-Arabië)
- Tabriz (Iran)
- Kallo (België)